# Monterrico
Monterrico és una ciutat de la província de Jujuy, Argentina. Es troba en el nord-oest del departament El Carmen, a 30 km de la capital provincial San Salvador de Jujuy, i en la denominada vall dels Pericos.

## Festa nacional del tabac
Al maig se celebra la Festa Nacional del tabac: festival de música i gauchaje. Amb públic que se sobre els diferents llocs de la província.
Són dues nits en les quals es gaudeix amb tot la calor que produïx la música. En 2006 l'hi va realitzar en la pista de Monterrico Sant Vicente: club del poble. Va ser el chaqueño Palavecino, Els Changos, els Hermanitos Embarro, els Kjarcas i molts altres, i originaris d'aquests lares gauchos qui són el jove Fabio Bejarano i Ariel Alcobedo.
És un espectacle veure tanta gent reconeixent les nostres arrels a través de les vestimentes pròpies de la cultura d'aquestes latituds. Gent de Perico, de El Carmen, de San Salvador de Jujuy, de Güemes i altra s'ajunten en aquesta gran festa en honor del tabac, planta que mou tota l'economia regional. La festa de Monterrico, ja que és la capital provincial del tabac, és a dir el lloc on més es conrea aquesta planta de característiques i flors de gran vivacitat. Els vam esperar aviat ja sigui a la festa o quan vostès desitgin visitar-nos.